# 响岩質碱玄岩

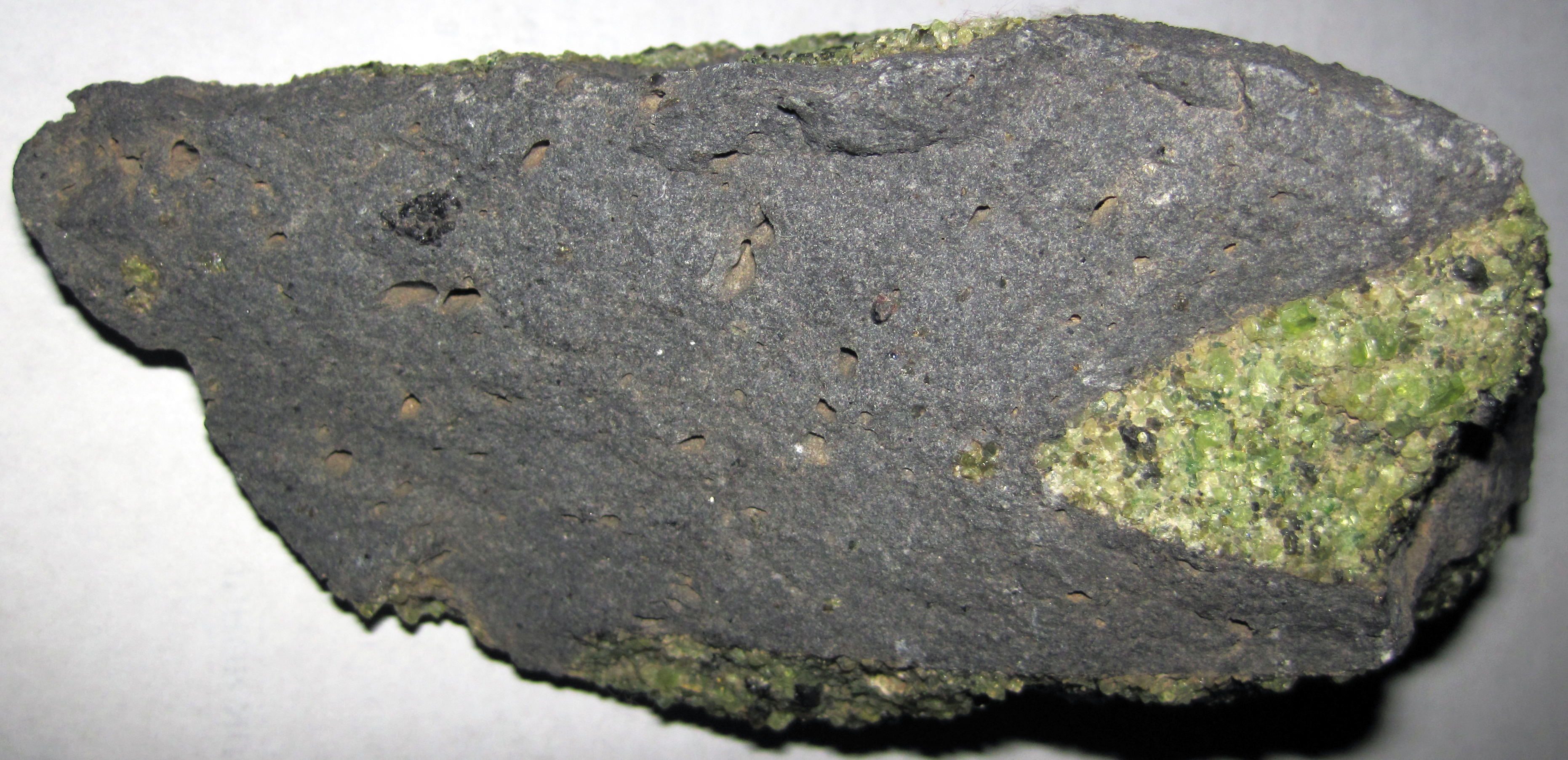
响岩質碱玄岩中的捕虏岩 是橄欖岩 (綠色）標本地點：亞利桑那州 Peridot Mesa

响岩質碱玄岩（英語：Phonotephrite）是一種強鹼性火山岩，其成分介於响岩和碱玄岩之間 。 該火成岩含鹼量為 7% 至 12% 的和含二氧化矽量為45% 至 53% 的（參見 TAS 圖）。 它亦可稱為鎂鐵質響岩或鉀質碱玄岩。含响岩質碱玄岩的熔岩流和火山錐目前已出露在南極洲（例如埃里伯斯山）、歐洲（例如維蘇威火山）、北美（例如薩塔山火山場）和非洲（例如 Jbel Saghro） 。